# Wiktorowo (gmina Buk)
Wiktorowo – wieś w Polsce położona w województwie wielkopolskim, w powiecie poznańskim, w gminie Buk. W pobliżu zabudowań przepływa Mogilnica Wschodnia (niegdyś zwana Darbką).
W 1793 właścicielem Wiktorowa był Filip Raczyński z Wojnowic.
W okresie Wielkiego Księstwa Poznańskiego (1815-1848) Wiktorowo należało do wsi mniejszych w ówczesnym powiecie bukowskim, który dzielił się na cztery okręgi (bukowski, grodziski, lutomyślski oraz lwowkowski). Wiktorowo należało do okręgu bukowskiego i stanowiło część majątku Wojnowice, którego właścicielem był wówczas Edmund Raczyński. Według spisu urzędowego z 1837 roku wieś liczyła 82 mieszkańców i 12 dymów (domostw).
Pod koniec XIX wieku należała do powiatu bukowskiego z siedzibą w Grodzisku Wlkp.. W latach 1975–1998 miejscowość należała administracyjnie do województwa poznańskiego.